# Supercupa Moldovei 2005
La Supercupa Moldovei 2005 è stata la 3ª edizione della Supercoppa moldava.
La partita si è disputata a Tiraspol allo stadio Sheriff Stadium tra il Nistru Otaci, vincitore della coppa e lo Sheriff Tiraspol, vincitore del campionato.
A conquistare il trofeo è stato lo Sheriff Tiraspol per 4-0. Per la squadra di Tiraspol è il terzo titolo.

## Tabellino
| Arbitro: | Vlad Ivanchenko |

|                                           |           |  |
| Humenyuk 43’ 55’ Epureanu 51’ Kučuk 90+3’ | Marcatori |  |

| Sheriff Tiraspol | Nistru Otaci |

### Formazioni
|                 |     |                         |  |     |
|                 |     |                         |  |     |
| POR             | 1   | Serghei Pașcenco        |  |     |
| DIF             | 4   | Ivan Testemiţanu        |  | 77’ |
| DIF             | 13  | Ben Idrissa Derme       |  | 69’ |
| DIF             | ??? | Cristian Ionescu        |  | 59’ |
| DIF             | 5   | Vazha Tarkhnishvili (C) |  |     |
| DIF             | 22  | Florent Lacusta         |  |     |
| CEN             | 2   | Sumaila Tassembedo      |  |     |
| CEN             | 3   | Oleh Humenyuk           |  | 59’ |
| CEN             | 19  | Alexandru Epureanu      |  |     |
| ATT             | 6   | George Florescu         |  |     |
| ATT             | 20  | Răzvan Cociș            |  |     |
| A disposizione: |     |                         |  |     |
| POR             | 25  | Sebastian Gutsan        |  |     |
| DIF             | 24  | Ibrahim Gnanou          |  | 69’ |
| CEN             | 8   | Vitali Bulat            |  |     |
| CEN             | 16  | Roman Goginashvili      |  | 59’ |
| CEN             | 23  | Viorel Dinu             |  | 77’ |
| ATT             | 9   | Aljaksej Kučuk          |  | 59’ |
| ATT             | 11  | Oleksander Bychkov      |  |     |
| Allenatore:     |     |                         |  |     |
| Leanid Kučuk    |     |                         |  |     |

|                   |     |                       |  |     |
|                   |     |                       |  |     |
| POR               | 1   | Vasilie Leu           |  |     |
| DIF               | 2   | Valentin Lupaşco      |  | 72’ |
| DIF               | 3   | Florin Pankovici      |  |     |
| DIF               | 6   | Kingsley Atakora      |  | 27’ |
| DIF               | 14  | Vadim Bolohan         |  | 84’ |
| CEN               | 7   | Lillian Popescu       |  | 89’ |
| CEN               | 9   | Aleksandru Tkachuk    |  |     |
| CEN               | 23  | Andriy Matsyura       |  |     |
| CEN               | 24  | Aleksandru Stadiychuk |  |     |
| ATT               | 10  | Sergey Yanchuk        |  | 72’ |
| ATT               | 11  | Cătălin Lichioiu      |  |     |
| A disposizione:   |     |                       |  |     |
| POR               | 22  | Denis Ersov           |  |     |
| DIF               | 4   | Sergey Chebotar       |  |     |
| CEN               | 15  | Vladimir Kachikan     |  | 72’ |
| CEN               | 17  | Victor Marian         |  |     |
| CEN               | 19  | Oleksandr Malitsʹkyy  |  | 84’ |
| ATT               | 29  | Aleksandr Blaiko      |  |     |
| ATT               | ??? | Friday Enyong         |  | 72’ |
| Allenatore:       |     |                       |  |     |
| Alexandru Mațiura |     |                       |  |     |